# Christine de Pisan

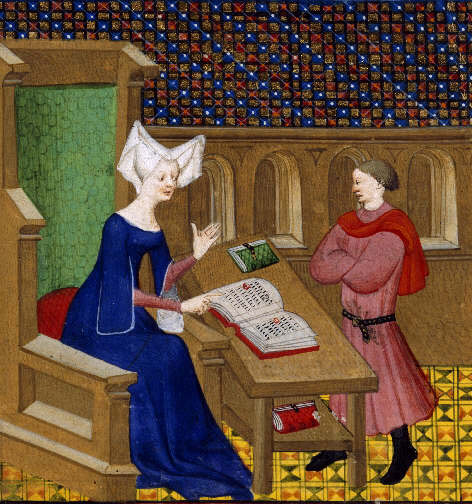
Christine de Pisan a její syn

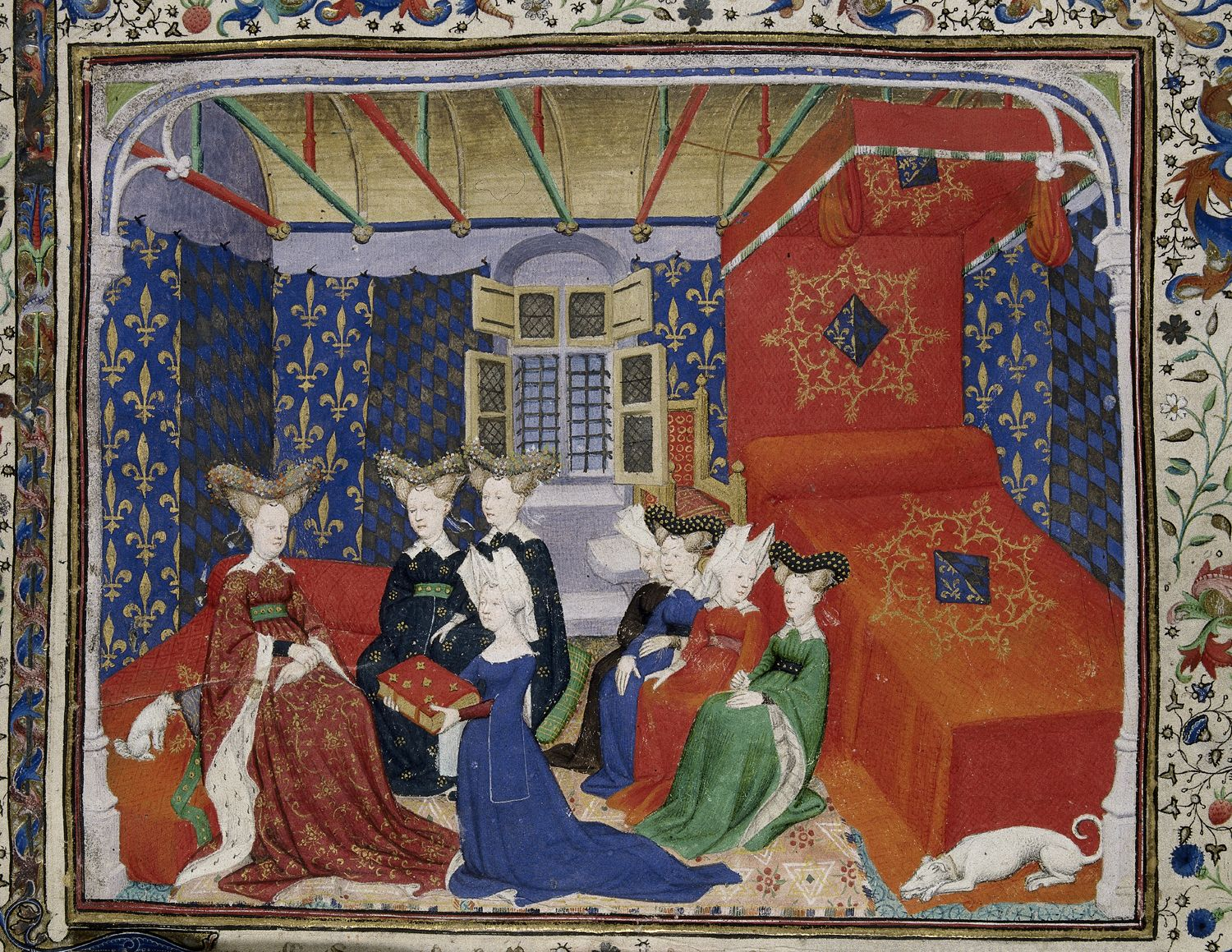
Christine de Pisan prezentuje svou knihu regentce Isabeau de Baviere

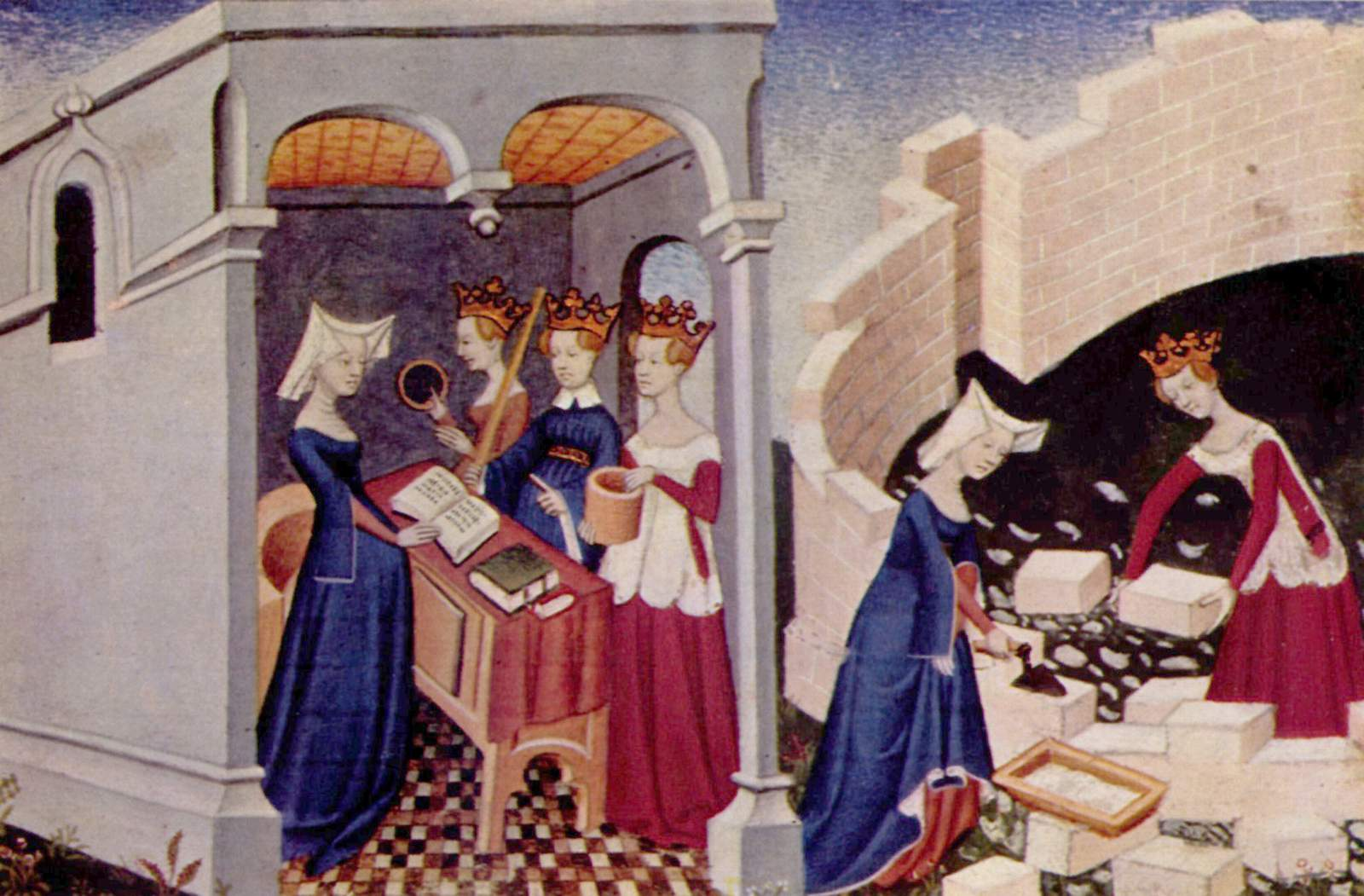
Ilustrace z díla Město žen

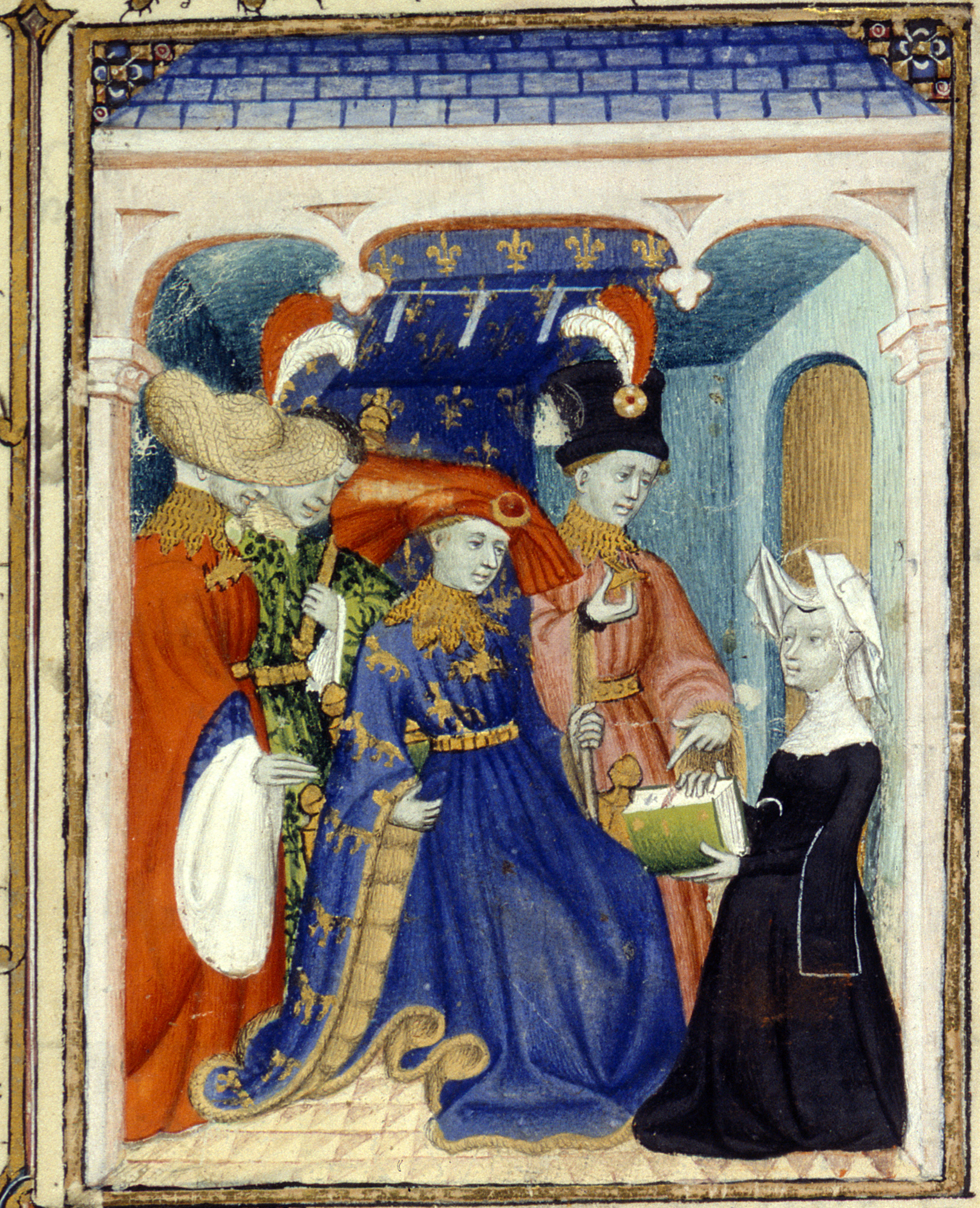
Ludvík Orleánský, Izabela Bavorská a Christine de Pisan

Christine de Pisan nebo Christine de Pizan nebo Kristina Pisánská (1364, Benátky - 1430, klášter v Poissy) byla spisovatelka původem z Itálie, působící ve Francii a píšící francouzsky. Je označována za první ženskou autorku v dějinách francouzské literatury. Psala poezii i politické a filozofické traktáty.

## Život
Narodila se v rodině renomovaného lékaře a astrologa Thomase de Pizan (Tommaso di Benvenuto da Pizzano), který od roku 1368 působil na dvoře francouzského krále Karla V. Christine dostala na královském dvoře šlechtickou výchovu typickou pro její dobu a hluboké humanistické vzdělání. Její vybrané způsoby a umělecký talent se jí postaraly o obdiv současníků a mnohé nabídky k sňatku. V roce 1379 se provdala za Étienna de Castel, který působil na královském dvoře jako tajemník.
Štěstí a příznivé poměry pro Christine netrvaly dlouho. Král Karel v roce 1380 umřel a její manžel Étienne se ocitl bez stálého příjmu a oficiálního místa. V roce 1385 umřel Christinin otec Pizzano. O deset let později umřel i její manžel Etienne. Christine měla jen 26 let, když se ocitla sama s třemi dětmi. V tomto období čelila několika soudním procesům kvůli nesplaceným dluhům po zesnulém manželovi a trpěla hmotnou bídou. Přijala proto místo písařky na královském dvoře a začala skládat lyrické skladby určené pro literární veřejnost. Její první dílo "Cent Ballades d'Amant et de Dame, Virelyas, Rondeaux" mělo velký literární úspěch. Hlavním tématem básní byl smutek vdovy a postavení autorky v nepřejícím prostředí. Svými zdařilými literárními díly si získala slávu a dosáhla ochrany mocných dvořanů, jako byl Jean de Berry nebo vévoda Ludvík I. Orleánský. Kromě poezie psala i učené spisy filozofické, politické, právnické a dokonce vojenské.
Christine de Pisan se během svého života angažovala v boji za práva žen a podporovala jejich působení v literatuře, ale i jejich větší roli ve společnosti. Hájila ženy před ideovými útoky, které byly časté zejména v literárních pracích tehdejších autorů. Tvořila ideovou a literární oponentku Jeanu de Meung a jeho dílu Román o růži (Roman de la Rose), což bylo nejznámější a nejvíce komentované dílo západní Evropy v období středověku. "Epistre au Dieu d'Amour" (List bohu lásky) a Dit de la Rose (Slovo o růži), kritika druhé části Románu o růži od Jeana de Meung, je jakýmsi manifestem za ženská práva a je považován za základní kámen feministického hnutí. Získala v tomto sporu podporu učenců jako byl Jean de Gerson nebo Eustacha Deschampse.
Neváhala se vyjadřovat o politice (List královny Isabeau) a o právu vojenském (Kniha o vedení války a jezdectví). Reakci na rozklad království během války mezi Armaňakovci a burgundským rodem vydala na žádost vévody Filipa Burgundského výjimečné a důležité dílo "Kniha o činech a dobrých mravech krále Karla V. Moudrého ", biografii bohatou na detaily o panování jejího mentora Karla V. Francouzského.
Většina jejích děl se zachovala v autorských rukopisech (přes 300 dochovaných bohatě ilustrovaných rukopisů), což je výjimečné pro tuto epochu.

## Dílo zapomenuté a znovuobjevené
V 16. století upadla do zapomnění, jako většina středověkých autorů. Literární kritika Gustava Lansona v 20. století ji definitivně odepsala pro univerzitní kruhy jako téma studia.
Na konci 20. století ji však Marie Joseph Pinetová znovu objevila a rehabilitovala. Od roku 1980 se začalo systematicky studovat její literární dílo jako jeden z pilířů ženské literatury.
Mathilde LAigle, akademický věnující se středověku a průkopnice v oblasti zkoumání historického vývoje emancipace žen, se věnovala zejména její literárnímu přínosu pro práva žen. Jako odpověď na tvrzení Williama Minta napsala článek, ve kterém vyjádřila své názory k její osobnosti. Pro M. LAigle je Pisan obránkyně práv žen očerňovaných mizogyními mužskými autory své doby, byť Pisan nikdy nezpochybnila patriarchální strukturu středověké společnosti, v níž sama žila. Důležitým bodem její obhajoby žen je názor, že ženy se intelektuálně neliší od mužů, ale jsou znevýhodněny odmítáním přístupu ke vzdělání.